# 다누마 오키노부
다누마 오키노부(일본어: 田沼意信, 1782년 ~ 1803년 10월 27일)는 일본 에도 시대의 다이묘로, 무쓰 시모무라번의 3대 번주이다. 어릴적 이름은 겐노조(鎌之丞)이며, 관위는 종5위하, 가즈에노카미(主計頭)이다.
다누마 오키쓰구의 장남 소샤반 다누마 오키토모의 넷째 아들로 태어났으며, 초대 번주 다누마 오키아키, 2대 번주 다누마 오키카즈의 동생이다. 1800년에 형 오키카즈가 젊은 나이에 생을 마감하자 양자가 되어 그 뒤를 이었다. 하지만 그 또한 병약하여 1803년 음력 9월 12일에 22세의 나이로 생을 마감했다. 양자인 다누마 오키사다가 번주직을 계승하였다.
| 전임 다누마 오키카즈 | 제3대 무쓰 시모무라번 번주 1800년 ~ 1803년 | 후임 다누마 오키사다 |